# Gerard le Roy
Gerard le Roy, ook wel Gerrit de Roij (Vlissingen, ? - ?, na 1618), was een koopman van Zuid-Nederlandse afkomst. Hij was rond 1600 leider van twee expedities naar Oost-Indië van Zeeuwse voorcompagnieën. Daarna was hij betrokken bij pogingen van koning Hendrik IV om een Franse Oost-Indische Compagnie op te richten.

## De Middelburgse Compagnie

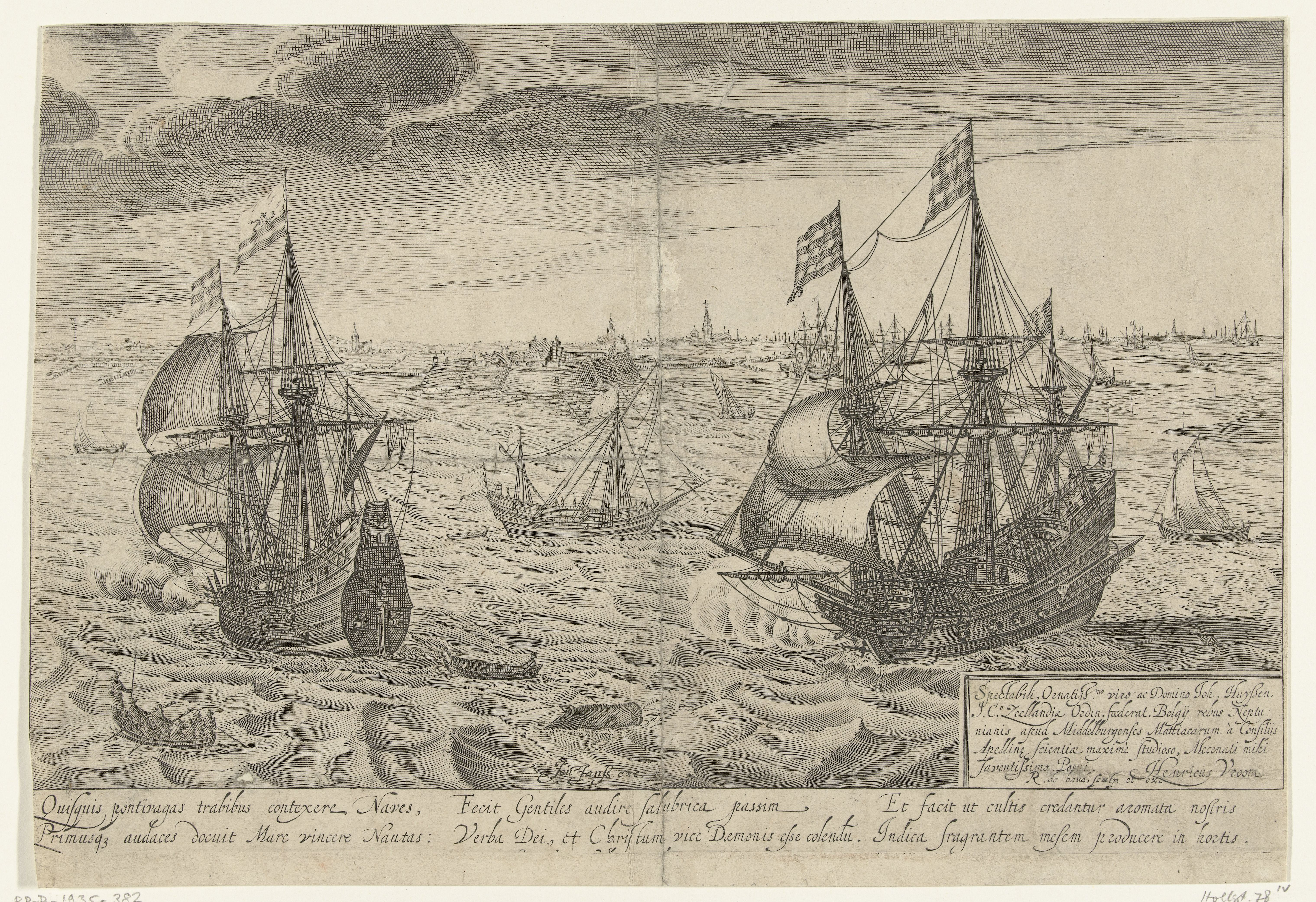
Schepen bij Vlissingen.

Le Roy was bevelhebber van de expeditie van de Middelburgse Compagnie van de burgemeester van Middelburg Adriaen Hendricksz ten Haeff. Over de expeditie is weinig bekend omdat geen enkel scheepsjournaal bewaard is gebleven. De deelnemende schepen waren de Maan, de Langebark (genoemd naar een van de investeerders, Simon Langeberque) en een jacht, de Zon. Ze vertrokken eind maart 1598 uit Zeeland, ongeveer gelijktijdig met de Leeuw en de Leeuwin van Cornelis en Frederik de Houtman van de Veerse Compagnie van Balthasar de Moucheron. Die schepen zouden naar Atjeh varen en Le Roy naar Bantam, om elkaar niet dwars te zitten in de handel en de prijs van peper niet op te drijven. Al in het Kanaal vond een schipbreuk plaats. De Maan, het admiraalsschip, bracht bij Dover een saluutschot ter ere van de Engelse koningin, waardoor het schip kapseisde. Het verdween daarna vrij snel onder de golven. Het schip was waarschijnlijk onvoldoende geballast. Omdat er in Azië weinig vraag was naar Europese koopwaren bestond de lading van een Oost-Indiëvaarder op de heenreis uit weinig meer dan kisten met geld. Het ruim moest worden opgevuld met stenen om het schip voldoende diepgang te geven. Bij de ramp verdronk een groot deel van de bemanning. Vermoedelijk voer Le Roy op de Maan, en stapte hij toen over op de Zon.

Bij het ronden van de Kaap de Goede Hoop in augustus raakten beide overgebleven schepen in een storm uit elkaar. De Langebark, met kapitein Hans Huybrechtsz Tonneman en schipper Cornelis Adriaensz Valck, ontmoette op 29 augustus op weg naar Madagaskar Jacob van Neck met drie van zijn schepen. Ook zijn vloot was in de storm uit elkaar geraakt. Hoewel hij een maand later dan de Zeeuwse schepen was vertrokken zou zijn vloot als eerste in Bantam aankomen, en zou daarom de tweede schipvaart genoemd worden. Op de Langebark waren toen al negen man gestorven aan scheurbuik en de overigen 'waren altzamen zoo impotent, datter niet meer als seven te roer ginghen'. 'Twee warender int schip', schreef Van Neck later, 'die ande steng conden climmen, waer van deen een canne wijns verdiende die de vlag liet wayen, die hy (nae myn opinie) beter verdient zou hebben, een swart laken uyt hanghende, teken van zoo desolaten staet'.

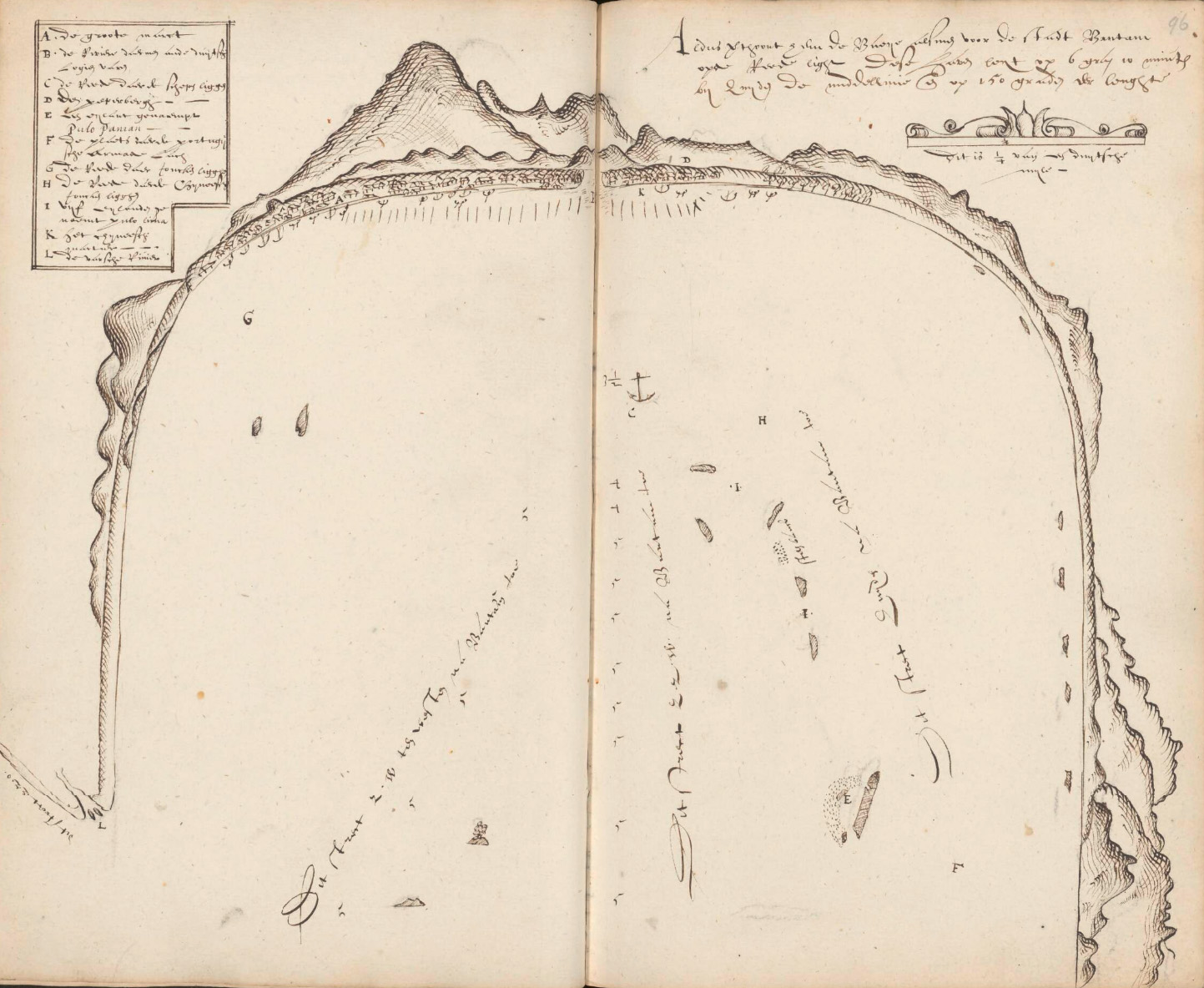
Kaart van de baai van Bantam, 1602.

Desondanks kwamen zowel de Langebark als de Zon in Bantam aan. De Zon op het eind van februari en de Langebark begin maart. Ze moesten hier heel lang blijven wachten om een goede lading peper te verkrijgen. Het aantal doden was gestegen tot rond de 40. De concurrentie met de vloot van Van Neck deed de peperprijs verder stijgen, zodat men wilde wachten op de volgende oogst. Zowel Jacob van Heemskerck als Wybrand van Warwyck, beide van de vloot van Van Neck en op de terugweg uit Banda en de Molukken, trof de schepen er nog aan. Uiteindelijk wist Le Roy toch een lading peper te kopen tegen een redelijke prijs. In november 1599 vertrokken de schepen uit Bantam, om eind mei 1600 weer aan te komen op de rede van Vlissingen. Zo was net als de eerste Hollandse, ook de eerste Zeeuwse schipvaart commercieel niet echt een succes, maar toonde hij aan dat de weg overzee naar Indië mogelijk was. Eind juli kwamen ook de Leeuw en de Leeuwin terug, onder leiding van Guyon le Fort, want Cornelis de Houtman was dood en zijn broer Frederik zat met veel anderen gevangen in Atjeh.

## De Verenigde Zeeuwse Compagnie
Na thuiskomst van de twee Zeeuwse vloten werden de krachten gebundeld in de Verenigde Zeeuwse Compagnie. De meeste vennoten van Ten Haeff en De Moucheron gingen hierin samenwerken. De Moucheron zelf bleef er om onbekende redenen buiten. Op 28 januari 1601 vertrokken vier schepen: de Langebark en de Zon van de eerste reis, en twee nieuwe schepen: de Zeelandia en de Middelburg. Bevelhebbers waren Gerard le Roy op de Middelburg en Laurens Bicker op de Zeelandia. Hans Tonneman was schipper op de Middelburg, Cornelis Bastiaensz op de Zeelandia, Cornelis Adriaensz Valck op de Zon en Nicolaas Anthonisz op de Langebark. Le Roy kreeg een brief van stadhouder Maurits mee voor de sultan van Atjeh, Alauddin Riayat Sjah, waarin de staat van oorlog tussen de Republiek en Portugal werd benadrukt en gevraagd werd om de vrijlating van Frederik de Houtman. Nicolaas Anthonisz kreeg een door Maurits ondertekende commissiebrief mee, waarin de vloot werd opgedragen handel te drijven ter profijt van de reders, en geen schepen van andere naties vijandelijk te bejegenen, tenzij deze hun handel probeerden te beletten of hen probeerden te beroven of anderszins te beschadigen. In dat geval mocht de vloot zich te weer stellen ‘met allen mogelijcken middel ende hem meester maecken van degenen, die hem souden willen aentasten’.

### Atjeh

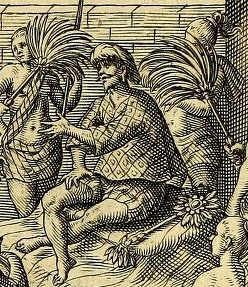
De sultan van Atjeh.

Op 23 augustus 1601 kwamen de schepen na een voorspoedige reis in Atjeh aan. Blijkbaar had men veel geleerd van de moeizame eerste tocht. De relatie van de sultan met de Portugezen was na vijandelijke acties van een Portugese armada uit Goa onder admiraal Dom Andrea Furtado de Mendoça aanzienlijk verslechterd, zodat hij de Nederlanders als welkome bondgenoten zag. Maar Paulus van Caerden, die hier in december 1600 met twee schepen aankwam, had daar geen gebruik van kunnen maken. Toen na een aanbetaling vooraf de beloofde peper niet geleverd werd had hij enkele inheemse vaartuigen in brand gestoken en was weer vertrokken. Frederik de Houtman had hij niet vrij gekregen. Le Roy en Bicker wisten de sultan echter weer gunstig te stemmen. Ze overhandigden de brief van Maurits en bewerkstelligden niet alleen de vrijlating van De Houtman maar kregen ook toestemming om in Atjeh een 'woonplaetse' te stichten (wat later een factorij genoemd zou worden). Vier kooplieden werden er achtergelaten, waaronder Lucas Antheunisz, met voldoende geld om bij de eerstvolgende oogst direct peper in te kunnen kopen. Al in december konden zij de Swarte Leeuw van Adriaen Maertensz. Block verwelkomen en de kooplieden introduceren bij de sultan.
De peper bleek duur te zijn in Atjeh, door concurrentie van de vele kopers en de bedragen die betaald moesten worden aan de sultan en zijn hofentourage, die gewend waren alle handelsstromen af te romen. Op 29 november waren de Langebark en de Zeelandia toch volgeladen met peper en ving Bicker met die schepen de terugreis aan, met behalve De Houtman ook een stel gezanten van de sultan voor stadhouder Maurits aan boord. Voor De Houtman en Cornelis Adriaensz was het een weerzien sinds de Eerste Schipvaart. De Houtman was toen mee geweest als adelborst en Adriaensz. als onderstuurman op de Amsterdam en later schipper op de Duyfken.

### Patani

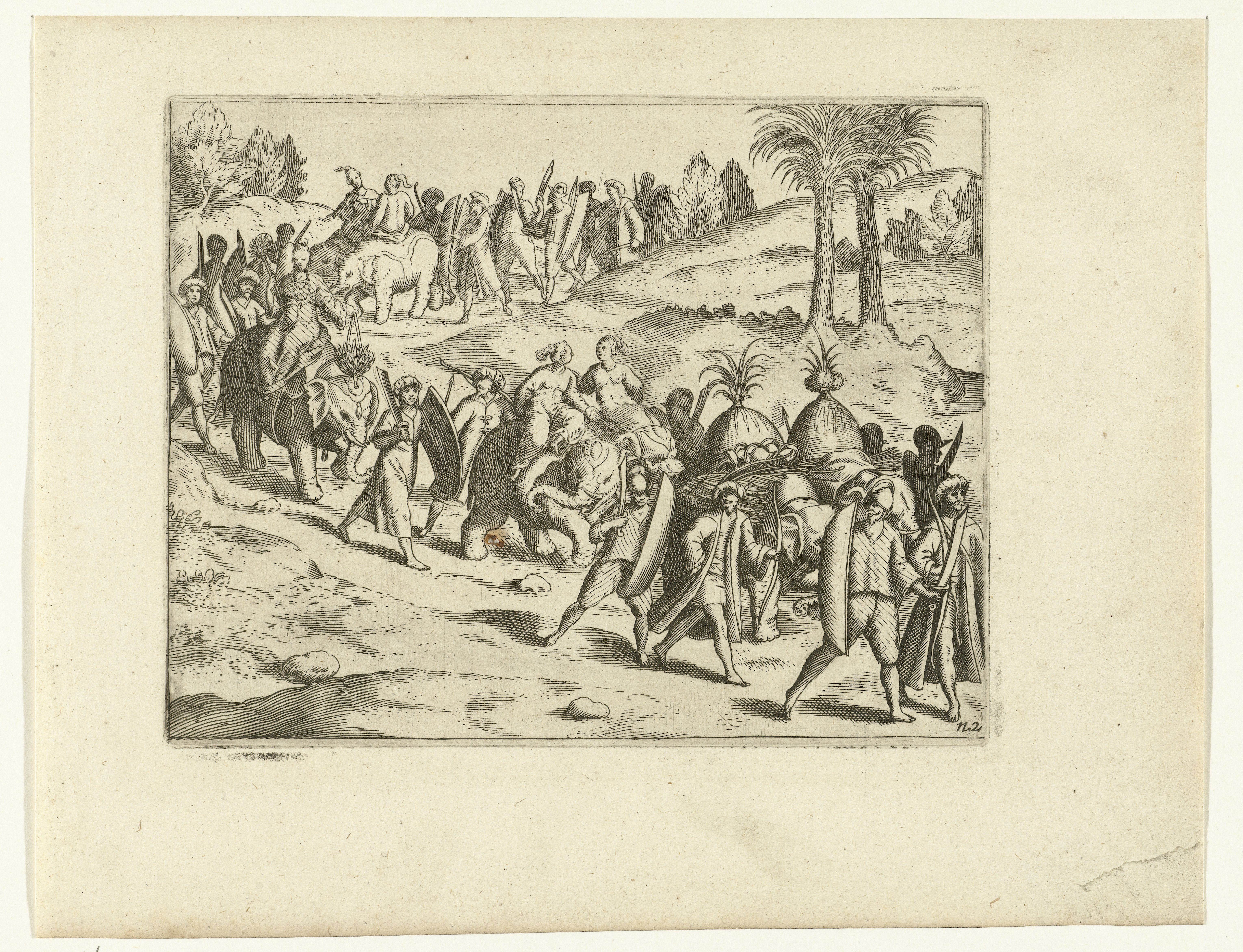
De optocht van Raja Hijau in Patani.

Le Roy voer met de andere twee schepen verder naar het oosten. Bij Bantam zag hij de armada van Mendoça liggen dus zeilde hij maar door. Korte tijd later zou Wolfert Harmensz die vloot aanvallen en op de vlucht jagen. Le Roy kwam via Borneo en Celebes in Ambon terecht. De 'Admyrael van die plaetse' vroeg hem te blijven om Ambon te beschermen tegen de in aantocht zijnde Portugese armada. Le Roy stemde daar aanvankelijk in toe, maar toen bleek dat er zo goed als geen kruidnagels te koop waren, besloot hij te vertrekken. Benoorden Borneo voer hij door naar Patani op het Maleisisch schiereiland. De koningin Raja Hijau ontving hem hier hartelijk en kwam zelfs de schepen bezichtigen. Le Roy kon er voldoende peper kopen ('wel d’een helft beeter coop als tot Atchien') en ook Chinese producten die er verhandeld werden door jonken uit China. In Patani waren nog twee Nederlandse schepen: de Amsterdam en de Gouda van de vierde schipvaart onder leiding van Jacob van Neck. Concurrentie leidde er toe dat beiden door de sjahbandar met zand vermengde peper accepteerden, hoewel Van Neck had geëist dat die eerst gezuiverd moest worden. Le Roy vond echter dat 'indien hy 't niet ongesift en wilde, dat andere haest volgen souden, die het alsoo wel blydelijck souden willen aenvaerden'.
Op 24 juni werden de Nederlanders uitgenodigd bij een grote 'triumphe' waarbij de koningin gezeten op een olifant voorbij kwam, vergezeld van zo'n 150 andere olifanten en duizenden soldaten. Ten slotte arriveerde in Patani ook nog Jacob van Heemskerck met de Alkmaar en de Witte Leeuw van de nieuw opgerichte Verenigde Amsterdamse Compagnie. Le Roy stichtte een Zeeuwse factorij in Patani en liet er acht man achter met veel geld en handelswaren, en voer eind augustus 1602 met zijn met 1300 baar peper geladen schepen samen met Van Neck en zijn schepen naar Bantam. Van daar ging hij terug naar huis. Eind mei 1603 kwamen de Middelburg en de Zon weer aan in Zeeland, een jaar na de andere twee schepen.

### De gekaapte kraakSão Tiago

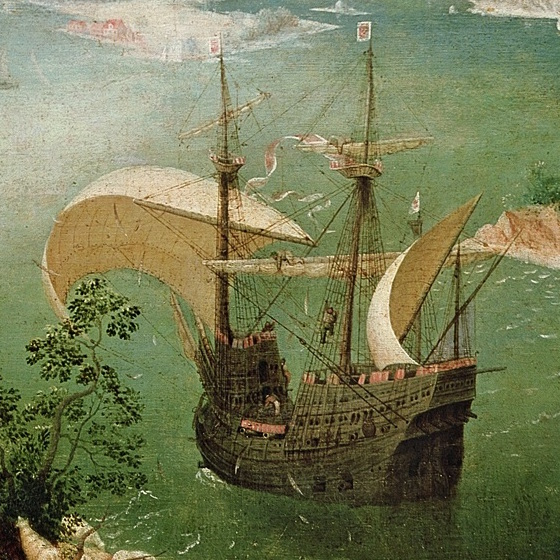
16e-eeuwse kraak.

Ook de Langebark en de Zeelandia bleken een voorspoedige terugreis te hebben gehad, maar behalve de in Atjeh gekochte peper hadden ze ook een gekaapte Portugese kraak uit Goa bij zich: de São Tiago, met nog meer peper en Chinees porselein. Dit schip hadden zij in maart 1602 ontmoet toen ze in een baai van Sint-Helena wachtten op twee schepen van de Brabantse Compagnie, de Witte Arend en de Zwarte Arend. Volgens Nicolaes Anthonisz hadden de Portugezen na een toenaderingspoging van de Nederlanders plotseling een ‘bloedvendel’ gehesen en waren begonnen met schieten op de Langebark, waardoor twee matrozen gedood werden en één zwaargewond. Het daaropvolgende tweedaagse zeegevecht eindigde in de overgave van de São Tiago. De ongeveer 400 Portugezen moesten hun kostbaarheden voor zover ze die hadden inleveren en werden op het eiland Fernando de Noronha voor de Braziliaanse kust aan land gezet. Van daar werden ze door Portugese barken naar het vasteland gebracht. Nadat de beschadigde São Tiago weer was opgelapt zetten de schepen in mei, vergezeld door de Witte en Zwarte Arend, hun reis voort. Op 6 juli kwamen ze op de rede van Vlissingen aan. De São Tiago volgde zes dagen later.
De enige opvarende die niet op het eiland was achtergelaten was een koopman uit Florence, Francesco Carletti. Deze was eigenaar van een deel van de lading van de São Tiago en mocht mee terug varen naar Zeeland om de zaak juridisch aan te kaarten. Hij spande een proces aan tegen de Zeeuwse Compagnie bij de Admiraliteit van Zeeland, dat zich jaren voortsleepte, en waarin ook de Staten van Zeeland, de Staten van Holland en de Staten-Generaal betrokken raakten. Carletti werd gesteund door de Franse gezant in Den Haag en de hertog van Toscane, die dreigde Nederlandse schepen in Livorno in beslag te nemen. Hoewel Carletti uiteindelijk in het ongelijk werd gesteld bereikte hij begin 1605 met de VOC-Kamer Zeeland, waarin de Verenigde Zeeuwse Compagnie inmiddels was opgegaan, een akkoord. Carletti kreeg een schadevergoeding van 13000 gulden en keerde terug naar Florence.

## De Franse Oost-Indische Compagnie

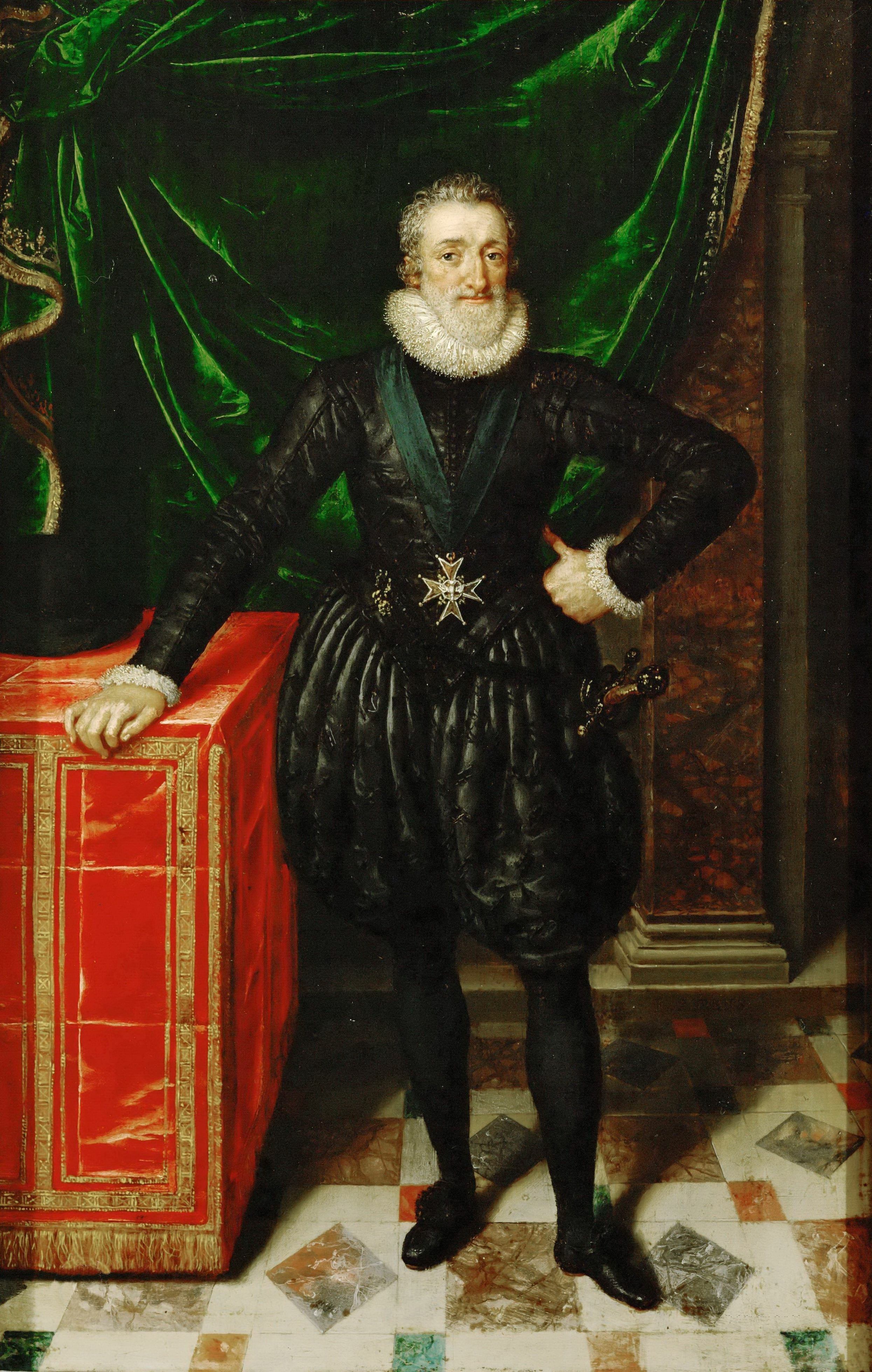
Koning Hendrik IV van Frankrijk.

Na de oprichting van de VOC vertrok Le Roy door bemiddeling van de Franse gezant in Den Haag, Paul Choart de Buzanval, en Le Roys oom Pieter Lintgens, samen met diens zoon Pieter Lintgens jr. en enkele andere Zuid-Nederlanders naar Frankrijk. Hier probeerde koning Hendrik IV om ook een handelsonderneming op Indië op te richten. Op 1 juni 1604 stichtte Le Roy in Rouen een Compagnie Le Roy, met een koninklijk patent en een 15-jarig monopolie op de Franse handel ten oosten van de Kaap de Goede Hoop, en het recht om in Nederland schepen en uitrusting te kopen en zeelieden te rekruteren. Alle Franse kooplieden werden uitgenodigd er in te investeren, met een minimum van 3000 livres. De eerste reis zou vrijstelling van alle tolrechten krijgen. De Staten-Generaal van de Republiek waren niet blij met deze ontwikkeling. Zij stelde de Fransen financiële steun van een miljoen florijnen in het vooruitzicht als zij in plaats van een Oost-Indische een West-Indische Compagnie oprichtten, om in Amerika met de Spanjaarden te concurreren in plaats van in Indië met de Nederlanders. Hendrik sloeg dat aanbod af, aangezien hij in Amerika al bezittingen had en in Indië niet. Op 29 juni 1606 benoemde hij Le Roy tot ‘capitaine general de la flotte royale des Indes orientales’. Hij moest zich in Brest gereed houden om uit te varen. De Staten-Generaal verboden daarop aan Nederlandse zeelieden om in het buitenland dienst te nemen bij reizen naar Indië, en maakten het Le Roy moeilijk om schepen in Nederland te kopen. Mocht hem dat toch lukken dan konden zijn schepen door de VOC afgenomen worden tegen vergoeding van de kostprijs. De VOC had het in deze tijd erg moeilijk met de strijd tegen de Spanjaarden en de Portugezen in de Molukken, en kon schepen en zeelieden goed gebruiken. Veel Franse investeerders haakten daarop af. Omdat Nederlandse kennis en technologie buiten bereik bleef is het Le Roy nooit gelukt om een vloot uit te zenden.
In december 1609 rapporteerde de Nederlandse gezant in Parijs, Francois van Aerssen, aan Johan van Oldenbarnevelt dat een aantal Nederlanders zich in Parijs bevonden of hadden bevonden en daar overlegd hadden met Pierre Jeannin, opvolger van De Buzanval, in verband met de nog steeds levende plannen van Hendrik IV voor een Franse Oost-Indische Compagnie. Het is niet duidelijk of zij tezamen of onafhankelijk van elkaar spraken met Jeannin. In de brief werd naast Le Maire, De Moucheron, Van Spilbergen, Hans de Decker en Simon de Danser ook Gerard le Roy genoemd. Hij bleef echter niet lang in Parijs. Op 25 december schreef van Aerssen: 'Le Roy is naer Amsterdam, met wat dessein is my onbekendt'.
Vermoedelijk was Le Roy in 1609 ook een van de sollicitanten voor de nieuw ingestelde functie van gouverneur-generaal van de VOC in Azië. Deze moest daar een centraal gouvernement gaan leiden. De Kamer Zeeland schreef namelijk in oktober aan de Kamer Amsterdam dat zij begrepen hadden dat Le Roy hen daartoe ‘sijnen dienst soude presenteren’, maar dat naar hun oordeel ‘zijne capaciteyt niet sufficient is om sulcken swaren ampt te bedienen’. Op dat ambt zou een persoon moeten komen die zowel alle boekhoudingen van de factorijen en andere informatie kon integreren als ook in staat zijn om (na afloop van het Twaalfjarig Bestand) oorlog te voeren tegen de Spanjaarden en Portugezen, en dus ook ‘het herdt van een crijchsman’ moest hebben. Op de functie werd Pieter Both benoemd.
In mei 1610 werd Hendrik IV vermoord. Nog in 1611 verzocht Le Roy samen met de Franse financier Antoine Godefroy om vernieuwing van zijn octrooi, wat werd toegestaan. In augustus 1611 werd in de vergadering van de Admiraliteit van Zeeland genotuleerd dat Le Roy 'was daghelicxs aennemend officieren en bootsvolk om daermede eerst te vaeren op Vranckrijck ende vandaer naer de Oost-Indiën' en bezig was in Vlissingen twee schepen uit te rusten. Ook hier is echter niets van gekomen. In 1615 werd een nieuwe compagnie opgericht: de Compagnie des Moluques, maar ook deze onderneming lukte het niet om schepen uit te zenden.
Het is Le Roy daarna niet voor de wind gegaan, want op 25 oktober 1618 werd in de VOC-Kamer Zeeland een resolutie aangenomen 'op 't versoeck van Geraerd de Roy, dat men aan de Camer tot Amsterdam sal schrijven om hem niet te sien verloren gaen, alsoo hij groot leetwesen verclaert te hebben, dat hij voor een assistent soude moghen medegaen, ende alsoo De Roy geen gelt heeft om op te leven, men sal uit de penninghen van den armen hem gheven twee ponden groote.'